# Hupe (Lindlar)
Hupe war ein Wohnplatz in der Gemeinde Lindlar im Oberbergischen Kreis, Nordrhein-Westfalen.

## Lage und Beschreibung
Hupe lag im östlichen Teil der Gemeinde Lindlar bei Neuenhaus an der Kreisstraße 29. 

## Geschichte
1413 wurde der Ort erstmals in dem Kämmereiregister des Fronhofs Lindlar urkundlich erwähnt. Die Schreibweise der Erstnennung war Hupe. Zu Beginn des 20. Jahrhunderts fiel der Ort wüst.